# 續鞫居
狐鞫居（？—前621年），春秋时期晋国的大夫，姬姓，狐氏，狐偃族人，因食邑在续，所以又称续简伯、续鞫居。前625年，先且居提拔狐鞫居为车右。前621年九月，狐射姑命他杀死阳处父，十一月，事情败露，续鞫居被赵盾处决。諡號為簡。